# Красногорка (Приднестровье)
Красного́рка — село в Григориопольском районе непризнанной Приднестровской Молдавской Республики. Административный центр Красногорского сельсовета.

## География
Красногорка расположена на расстоянии 36 км от города Григориополь и 66 км от г. Кишинёв.

## Население
По данным 2005 года в селе Красногорка проживало 1411 человек. На 2015 год — 995 человек.

## История
В советский период здесь был организован колхоз имени Тараса Шевченко. В селе открылись восьмилетняя школа, клуб с киноустановкой, библиотека, ателье бытового обслуживания населения, почтовое отделение, детский сад, магазин.